# Movierecord
Movierecord és una empresa espanyola la principal activitat de la qual comprèn la gestió de la publicitat a les sales de cinema.
La seva activitat va començar en 1954 dins del Grup Movierecord del qual es va emancipar en 1966 constituint-se Movierecord Cine SA, dedicada al mercat publicitari dels "tràilers" previs al llargmetratge. La seva sintonia, molt famosa en els cinemes d'arreu de l'estat espanyol, fou composta pel català Chano Montes, amb la col·laboració de Carles Sist i Josep Llobell. Fins 2004 va participar en tota mena d'esdeveniments i festivals cinematogràfics, i fins i tot fou premiada en el 20è Festival Internacional de Cinema de Canes de 1967. Al setembre de 1999 Movierecord va ser adquirida per Antena 3 de Televisión.
Al juliol de 2012 Movierecord Cine S.A.U. va ser venuda per Antena 3 de Televisión a Oropéndola Comunicación S.L.U.
Actualment comercialitza la publicitat de 700 sales a Espanya, de les quals, 300 són digitals. El 2016 va cedir la totalitat del seu arxiu (10.500 espots publicitaris) a la Filmoteca Nacional de España.